# Freddy Jesús Fuenmayor Suárez

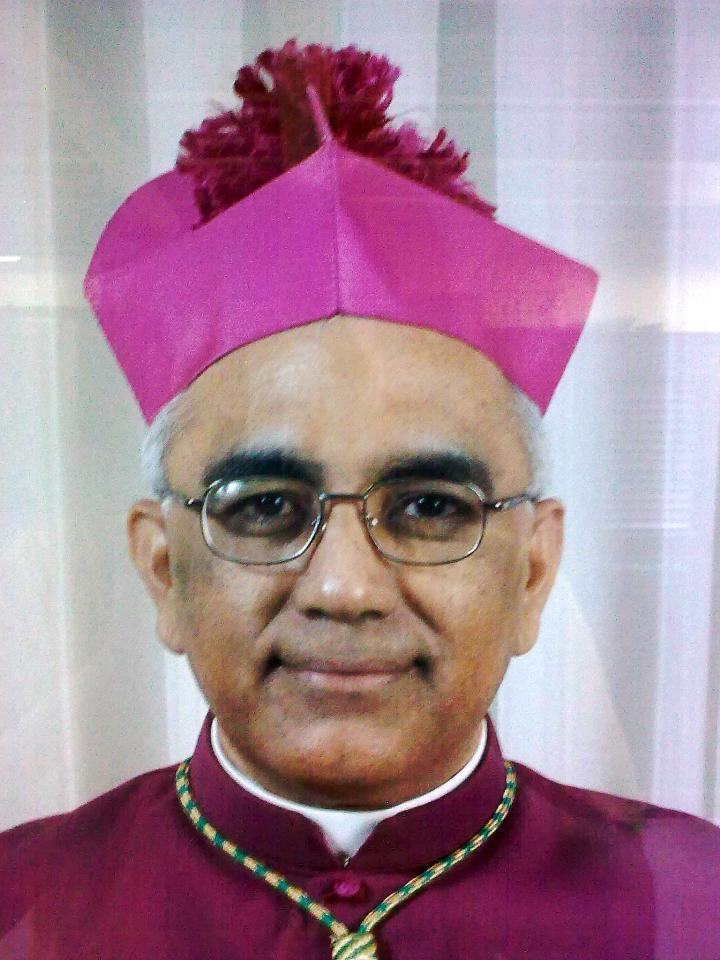

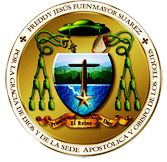
Wappen

Freddy Jesús Fuenmayor Suárez (* 6. November 1949 in Maracaibo) ist ein venezolanischer Priester und Bischof von Los Teques. 

## Leben
Freddy Jesús Fuenmayor Suárez empfing am 3. April 1976 die Priesterweihe. Papst Johannes Paul II. ernannte ihn am 12. März 1994 zum Bischof von Cabimas.
Die Bischofsweihe spendete ihm der Bischof von Los Teques, Pío Bello Ricardo SJ, am 23. April desselben Jahres; Mitkonsekratoren waren Ramón Ovidio Pérez Morales, Erzbischof von Maracaibo, und Mario del Valle Moronta Rodríguez, Weihbischof in Caracas, Santiago de Venezuela.
Als Wahlspruch wählte er Primero el Reino de Dios. Am 30. Dezember 2004 wurde er zum Bischof von Los Teques ernannt.